# Go Back (álbum)
Go Back es el primer álbum en vivo de la banda de rock brasileña Titãs, grabado en concierto el 8 de julio de 1988. La banda fue la primera en el país para actuar en la "Noche del Rock" en el Festival de Jazz de Montreux. Su contenido se compone de una selección de viejas canciones de la banda.

## Canciones
1. Jesus Não Tem Dentes No País Dos Banguelas
2. Nome aos Bois
3. Bichos Escrotos
4. Pavimentação
5. Diversão
6. Marvin (Patches)
7. AA UU
8. Go Back
9. Polícia
10. Cabeça Dinossauro
11. Massacre
12. Não Vou Me Adaptar
13. Lugar Nenhum
14. Marvin (Patches) - Remix
15. Go Back

## Personal
- Arnaldo Antunes - voz en 12 y 13, coros
- Branco Mello - voz en 10 y 11, coros
- Charles Gavin - batería y percusión
- Marcelo Fromer - guitarra rítmica
- Nando Reis - bajo, voz en 1, 2 y 6, coros
- Paulo Miklos - voz en 3, 4 y 5, coros, saxo en 6
- Sérgio Britto - teclados, voz en 7, 8 y 9, coros
- Tony Belotto - guitarra solista

### Invitados
- Liminha - tercera guitarra

- Datos: Q5574719